# Acentrogobius pflaumii
Acentrogobius pflaumii är en fiskart som först beskrevs av Bleeker, 1853.  Acentrogobius pflaumii ingår i släktet Acentrogobius och familjen smörbultsfiskar. Inga underarter finns listade i Catalogue of Life.